# ROCK1
پروتئین کیناز ۱ حاوی شاختار فنری پیچ‌خوردهٔ مرتبط با پروتئین رو (انگلیسی: rho-associated, coiled-coil-containing protein kinase 1) که با نام اختصاری ROCK1 شناخته می‌شود، یک پروتئین کیناز اختصاصی سرین/ترئونین است که در انسان توسط ژن «ROCK1» کُدگذاری می‌شود که در جایگاه 18q11.۱ بر روی کروموزوم ۱۸ واقع شده‌است. جفت‌بازها در این جایگاه ژنی از ناحیهٔ ۱۸٬۵۲۹٬۷۰۳ شروع و به ناحیهٔ ۱۸٬۶۹۱٬۸۱۲ ختم می‌شوند و به ۱۳۵۴ اسید آمینه ترجمه می‌شوند.
این پروتئین تنظیم‌کنندهٔ اکتومیوزین اسکلت سلولی است که در تولید قدرت انقباضی نقش دارد. پروتئین ROCK1 در بیماری‌زایی سرطان نقش دارد، به‌ویژه در مهاجرت سلول، متاستاز و رگ‌زایی.

## اهمیت بالینی
همان‌طور که اشاره شد، این پروتئین در برخی فرایندهای مهم سرطان همچون حرکت‌سلول‌ها، متاستاز و رگ‌زایی نقش دارد و هرچه میزان بیان این پروتئین بیشتر باشد، آن سرطان تهاجمی‌تر است و بیشتر متاستاز می‌دهد.
افزایش این پروتئین همچنین به‌دلیل تحریک ساخت رگ‌های خونی برای سلول‌های سرطانی، احتمال متاستاز آنها را بیشتر می‌کند.
افزایش بیان این پروتئین در سرطان پستان مشاهده شده‌است و موجب تهاجمی‌تر شدن آن می‌شود.
مسیرهای پیام‌دهی ROCK1 نقش مهمی در بیماری دیابت، بیماری‌های تخریبی عصبی نظیر پارکینسون و اسکلروز جانبی آمیوتروفیک و همچنین پرفشاری ریوی ایفا می‌کند.
وای ۲۷۶۳۲ و فاسودیل دو مادهٔ بازدارندهٔ پروتئین ROCK1 هستند که البته برای درمان سرطان تأیید نشده‌اند. وای ۲۷۶۳۲ ماده‌ای امیدبخش برای درمان فشار خون بالا در آینده است. فاسودیل هم در ژاپن برای جلوگیری از انقباض عروقی به‌دنبال خونریزی زیر عنکبوتیه استفاده می‌شود.

## برای مطالعهٔ بیشتر
- Riento K, Ridley AJ (June 2003). "Rocks: multifunctional kinases in cell behaviour". Nature Reviews Molecular Cell Biology. 4 (6): 446–56. doi:10.1038/nrm1128. PMID 12778124. S2CID 40665081.